# Massaker von Tiflis 1956

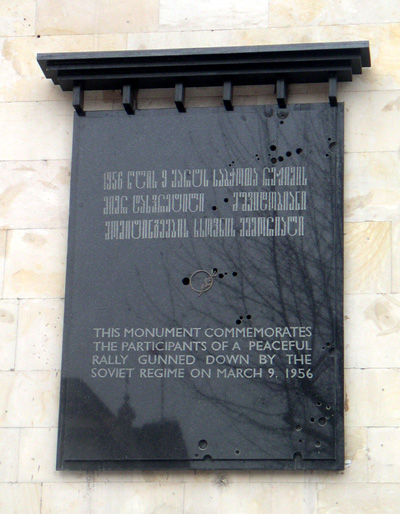
Erinnerungstafel für die Opfer des Massakers

Das Massaker von Tiflis 1956 war eine blutige Niederschlagung antisowjetischer Demonstrationen durch sowjetische Truppen in Tiflis in der Georgischen SSR am 9. März 1956. Die Proteste hatten als friedliche Demonstrationen von Studenten für den verstorbenen Diktator Josef Stalin begonnen, mündeten jedoch in einen Aufstand gegen die sowjetische Herrschaft in Georgien.

## Hintergrund
Am 25. Februar 1956 verkündete KPdSU-Generalsekretär Nikita Chruschtschow in einer Geheimrede vor dem 20. Parteitag, dass sein georgischstämmiger Vorgänger Josef Stalin ein brutaler Despot gewesen sei, und leitete damit die Entstalinisierung der Sowjetunion ein. Er verlangte, mit dem „Personenkult“ zu brechen.
Chruschtschows Rede war zwar öffentlich nicht bekannt, doch drangen Gerüchte darüber nach außen. Das Gehörte wurde als Beleidigung des georgischen Nationalstolzes empfunden. Die georgische Jugend war mit ständigen Lobsprüchen über Stalins Genie aufgewachsen und war stolz darauf, dass ein Georgier über die Sowjetunion geherrscht und – so eine weitverbreitete Auffassung – die Weltpolitik bestimmt hatte. Die plötzliche Kritik an ihrem Idol war ein Schock und wurde als politischer Vatermord angesehen.

## Stalin-Demonstrationen
Wenige Tage vor Stalins drittem Todestag veranstalteten Studenten spontane Demonstrationen am Tifliser Stalin-Denkmal nahe dem Ufer der Kura. Die Demonstrationen in der georgischen Hauptstadt lösten ähnliche Proteste in anderen Teilen der Georgischen SSR aus.
Am 5. März marschierten rund 150 Studenten zum Stalin-Denkmal, zeigten Porträts des nun geächteten Parteiführers, trugen rote Fahnen mit Trauerbändern und legten Blumengebinde nieder. Autofahrer wurden aufgefordert zu hupen. Am 7. März verließen Schüler ihre Schulen und schlossen sich den Demonstrationen an. Tausende Jugendliche zogen über den Rustaweli-Boulevard zum Regierungsgebäude (heute Parlamentsgebäude). Von einem Hupkonzert begleitet sangen sie immer wieder „dideba did Stalins, dideba did Stalins“ (dt. „Ruhm dem großen Stalin, Ruhm dem großen Stalin“).

## Antisowjetische Wendung
Am 8. März wendeten sich die politischen Inhalte der Demonstrationen. Die Studenten kritisierten die Regierung, fragten, warum es keine Trauerbeflaggung in der Stadt und keine Marx-, Engels-, Lenin- oder Stalin-Porträts in der Verwaltung gebe. Ein Wortführer wies in Richtung des Hauptquartiers der sowjetischen Streitkräfte und rief: „Georgier! Wenn ihr die Porträts von Stalin und Lenin haben wollt, geht und fragt sie.“ Die Demonstranten zogen vor das Hauptquartier der Streitkräfte, riefen und klopften gegen das Tor. Am Abend wurde eine Lautsprecheranlage auf dem Leninplatz (heute Freiheitsplatz) installiert, die jeder nutzen konnte, der es wollte. Radikale Studenten verlangten die staatliche Unabhängigkeit Georgiens.
Am 9. März schlossen sich auch Angestellte und Arbeiter den Demonstrationszügen an. Partei und Regierung schienen nachzugeben. Georgiens Parteichef Wassili Mschawanadse kündigte in öffentlicher Rede an, die Wünsche der Bevölkerung zu berücksichtigen. Am Abend wurden auf Versammlungen am Stalin-Denkmal und am Lenin-Denkmal erneut antisowjetische und nationale Reden gehalten.

## Aufstand
Gegen 23:45 Uhr versuchten die Menschen, die Tifliser Radiostation und das Telegrafenamt zu stürmen. Dabei eröffneten Einheiten der sowjetischen Armee das Feuer. Panzer fuhren im Zentrum von Tiflis auf, um den Aufstand zu beenden. Die Menschen wehrten sich mit Messern, Steinen und Gürteln. Bis 3 Uhr morgens dauerten die Kämpfe. Mindestens 80 Personen wurden getötet, möglicherweise fanden auch mehr als 150 Aufständische den Tod. Mehrere hundert sollen verletzt und verhaftet worden sein. Offizielle Angaben dazu gibt es bis heute nicht.

## Nachspiel in Gori
In den frühen Morgenstunden des 10. März trafen Aufständische aus Tiflis in Stalins Heimatort Gori ein. Sie drangen auf das Gelände der Textilfabrik vor und riefen: „Warum arbeitet ihr? In Tiflis ist Bürgerkrieg. Die Russen bringen uns um.“ Große Teile der Nachtschicht-Arbeiter schlossen sich den Tiflisern an. Menschen wurden aus ihren Wohnungen geholt und fuhren auf Lastwagen in die georgische Hauptstadt. Dort gelang es jedoch nicht, das Heft des Handelns wiederzugewinnen, weil die Streitkräfte alle strategischen Plätze in der Stadt besetzt hielten und Warnschüsse abgaben, sobald es zu Zusammenrottungen kam.
Das Tifliser Massaker von 1956 war in der Sowjetunion ein Tabuthema. Parteiintern wurde es als Provokation auswärtiger Spione dargestellt. Die Georgier wurden von den Vorfällen politisch tief geprägt. Während der folgenden 20 Jahre kam es in der Georgischen SSR zu keinem öffentlichen Protest.